# Papua-Insel
Die Papua-Insel (spanisch Islote Papúa, englisch Papua Island) ist eine rund einen Hektar große Insel in der Gruppe der Joinville-Inseln vor der nordöstlichen Spitze der Antarktischen Halbinsel. Im Larsen-Kanal liegt sie gut 5 km westlich des Boreal Point und knapp 2 km vor der Nordküste der Joinville-Insel.
Teilnehmer einer von 1953 bis 1954 durchgeführten argentinischen Antarktisexpedition benannten sie nach dem Eselspinguin (Pygoscelis papua), der die Insel in großer Zahl besiedelt.